# Porcelia
Porcelia is een geslacht uit de familie Annonaceae. De soorten uit het geslacht komen voor van Costa Rica tot in tropisch Zuid-Amerika.

## Soorten
- Porcelia macrocarpa R.E.Fr.
- Porcelia magnifructa (Schery) R.E.Fr.
- Porcelia mediocris N.A.Murray
- Porcelia nitidifolia Ruiz & Pav.
- Porcelia ponderosa (Rusby) Rusby
- Porcelia steinbachii (Diels) R.E.Fr.
- Porcelia venezuelensis Pittier